# Zabelia biflora
Zabelia biflora là một loài thực vật có hoa trong họ Kim ngân. Loài này được Nicolai Stepanowitsch Turczaninow mô tả khoa học đầu tiên năm 1837 dưới danh pháp Abelia biflora. Năm 1954 Tomitarô Makino chuyển nó sang chi Zabelia.
Tại Trung Quốc nó được gọi là 六道木 (lục đạo mộc). Là cây bụi, sống trong rừng ở cao độ 1.000-2.000 m.

## Phân bố
Loài này có tại miền bắc Trung Quốc (An Huy, Hà Bắc, Hà Nam, Liêu Ninh, Nội Mông, Sơn Tây), bán đảo Triều Tiên và ở vùng Primorye (Viễn Đông Nga).